# Croton nepalensis
Croton nepalensis là một loài thực vật có hoa trong họ Đại kích. Loài này được T.Kuros. mô tả khoa học đầu tiên năm 2004.